# Col de Teghime
Der Col de Teghime (Bocca di Teghjime) ist ein Gebirgspass im Département Haute-Corse auf der Insel Korsika, Frankreich. Der Pass liegt am südlichen Ende der Halbinsel Cap Corse. Über den Pass führt die Route Départementale D81, sie überquert die Monte Stello Gebirgskette.

## Beschreibung
Der Col de Teghime liegt auf dem Gebiet der Weinbau-Gemeinde Barbaggio. Die Passstraße verbindet die Stadt Bastia mit dem Touristenort Saint-Florent. Von der Passhöhe hat man einen Blick auf den Etang de Biguglia mit dem Tyrrhenischen Meer im Osten und den Golf von St. Florent sowie das Mittelmeer im Westen. Der Pass ist 536 m hoch, er ist umrahmt vom Monte Secco und der Cima Orcaio. Der Anstieg auf beiden Seiten ist moderat, was ihn auch bei Fahrradfahrern beliebt macht.

## Zweiter Weltkrieg
Korsika war im Verlauf des Zweiten Weltkriegs von der deutschen Wehrmacht besetzt. Am 8. September 1943 landeten Verbände unter dem Kommando des französischen Generals Henri Giraud zur Befreiung der Insel. Bastia war nach wenigen Wochen die letzte Bastion der Wehrmacht. Am Col de Teghime kam es im Zuge der Kämpfe zu einer entscheidenden Schlacht. An der Passhöhe erinnert ein Mahnmal mit einer nachgebildeten Kanone an dieses Ereignis. Gegen die deutschen Besatzer kämpften Mitglieder der Freien Französischen Streitkräfte, die sich aus „Goumiers“, marokkanische Berber-Soldaten, und einheimischen Partisanen zusammensetzte. Nach einem vergeblichen ersten Versuch nahmen die Befreier in der Nacht zum 2. Oktober 1943 unter erheblichen Verlusten auf beiden Seiten die Stellungen der deutschen Besatzer ein und marschierten zwei Tage später in das inzwischen von den deutschen Soldaten verlassene Bastia ein.